# Murcia rotunda
Murcia rotunda är en kvalsterart som först beskrevs av Rainer Willmann 1953.  Murcia rotunda ingår i släktet Murcia och familjen Ceratozetidae. Inga underarter finns listade i Catalogue of Life.